# Midnight Blue (film)
Midnight blue è un film del 1979, diretto da Raimondo Del Balzo, conosciuto anche come Mezzanotte triste o La domenica del diavolo.

## Trama
Rita, Elena e Francesca, atlete adolescenti, trascorrono un fine settimana di pausa dagli allenamenti nell'isolata villa al mare dei genitori d'una di loro. Là conoscono per caso tre uomini, che le seducono e si divertono con loro: in realtà sono pericolosi evasi braccati dalla polizia. La situazione precipita: alla fine le ragazze, per autodifesa, li uccidono e ne occultano i corpi, ma quando s'illudono d'averla scampata bella, per loro c'è una brutta sorpresa in agguato.

## Distribuzione
Annunciato nel 1976 col titolo di Sexy Blue, Il film è stato girato a Taranto nell'estate del 1978 (prevalentemente nella località turistica Lido Silvana nel comune di Pulsano) col titolo attuale e uscì nelle sale l'anno successivo, risultando un flop clamoroso al botteghino.
La giovane Monica Como (nome d'arte di Monica Maisani), al suo esordio sul grande schermo, è la figlia della nota attrice Rossella Como. Successivamente apparì col suo vero nome in un piccolo ruolo nel film Tenebre di Dario Argento.